# Varzay
Varzay – miejscowość i gmina we Francji, w regionie Nowa Akwitania, w departamencie Charente-Maritime.
Według danych na rok 1990 gminę zamieszkiwały 634 osoby, a gęstość zaludnienia wynosiła 45 osób/km² (wśród 1467 gmin regionu Poitou-Charentes Varzay plasuje się na 469. miejscu pod względem liczby ludności, natomiast pod względem powierzchni na miejscu 629.).